# Загайтанский монастырь
Загайтанский монастырь (также Загайтанский пещерный монастырь) — принятое название комплексов пещерных религиозных сооружений XII—XV века, расположенных в обрывах Загайтанской скалы Мекензиевых гор на восточной окраине Инкерман на правом берегу реки Чёрной.

## История
Принято считать, что первые группы монахов или отдельные отшельники из Херсона начали селиться в восточной части Загайтанской скалы не ранее X—XI века, а самая ранняя датированная пещерная церковь — «церковь География (Евграфия)», не относящаяся, впрочем, к Загайтанской группе, датируется XIII веком. Археолог В. Ф. Филиппенко допускает возникновение монастыря в эпоху иконоборчества — в VIII—IX веке. Также указывается на особенность создания крымских пещерных монастырей в обрывах гор, на которых располагались укреплённые поселения, в данном случае Загайтанский исар, основанный в VI—VII веке. Андрей Виноградов определяет существование церковного комплекса периодом XII—XV веков, Юрий Могаричёв, не высказывая мнения о точной датировке, осторожно отмечает, что комплекс сформировался до середины XIV века, а первые группы монахов или отдельные отшельники поселились в восточной части скалы не ранее X—XI века. Высказывается предположение, что ктиторами религиозных сооружений в округе Инкермана были люди из элиты княжества Феодоро, на территории которого пещерные комплексы располагались. Деятельность большей части монастырей была прекращена после завоевания Крыма Османской империей в 1475 году.
Считается, что в кельях скалы обитали монахи-келлиоты, жившие без общего устава, каждый по своему усмотрению. Они могли находиться в зависимости от Инкерманских монастырей или объединяться в общины по типу ранневизантийских лавр. Исходя из анализа записи о смерти митрополита Игнатия Тырновского в каламитском монастыре Иоанна Предтечи в 1463 году (ср.-греч. Ἐκοιμήθη ὁ πανιερώτατος μητροπολίτης Τορνόβου Ἰγνάτιος ἐν τῇ ἁγίᾳ μονῇ τοῦ Προδρόμου τῆς Καλαμήτας κατὰ τὸ ͵ςϠοβʹ — «Почил всесвятейший митрополит Тырновский Игнатий во святой обители Предтечи в Каламите в 6972 году»), Андрей Виноградов высказывает предположение, что данный монастырь мог располагаться в Загайтанской скале. Могаричёв допускает существование на скале двух монастырей XIII—XV века. Бертье-Делагард считал, что на скале было 16 пещерных храмов, Юрий Могаричёв утверждает, что им выявлено ещё 8, допуская, что до разрушения части скалы карьером их могло быть больше.
Существует версия, что ранее Загайтанскую скалу называли «Алтын-Бешик», либо «Бакля-Коба».

## Описание
Точное число пещер на скале, ввиду полного или частичного разрушения многих из них, как от воздействия эрозии, уничтожения при разработке карьера и других причин определить затруднительно. Скала сильно подвержена выветриванию и, кроме вырубленных пещер, покрыта множеством гротов, легко принимаемых за искусственные сооружения. А. Л. Бертье-Делагард, в статье 1888 года, насчитывал в западной части скалы 25 пещер и в восточной, «шагах в 300», около 100. Николай Иванович Репников, в неопубликованной работе «Материалы к археологической карте юго-западного нагорья Крыма» 1937 года, писал о 96 пещерах из которых доступны около 30. Могаричёв в труде 1997 года «Пещерные церкви Таврики» упоминает о примерно 150 искусственных пещерах, разделяя их на три больших комплекса: в западной оконечности скалы — около 25 пещерных сооружений, в центральной части — многоярусный комплекс из примерно 70 пещер и восточный комплекс, в котором считает более 50 искусственных пещер. Бобровский и Чуева разделяют пещерные комплексы Инкермана на крупные, средние и малые группы. К крупным относят насчитывающими от 50 до 100 отдельных сооружений — всего 3 комплекса; средние — от 15 до 30 пещер (8 комплексов) и малые — от 2—3 до 5—6 вырубных помещений, 13 комплексов. Лишь в 11 группах, в основном в малых, отсутствуют церкви. Исследователи полагают, что «совокупность всех пещерных памятников данной местности представляет собой остатки большого средневекового монастырского ансамбля».
Пещерные сооружения в скале разделяются на две явные части — восточную и западную. Уже в этих частях историки выделяют до 5 скальных комплексов, из которых три, наиболее крупных, уверенно относят к монастырям, а остальные два с монашеской деятельностью связывают предположительно. Юрий Могаричёв составил первую типологию церквей, отнеся к ним 11 пещер. Позже группа учёных (Андрей Виноградов и др.), обследовав скалу, сделала вывод о наличии здесь всего двух храмов (не учитывая разрушенных и полуразрушенных).
По классификации Могаричёва, культовым помещениям скалы присвоены именования церквей под номерами от 1-го по 11-й, из них номера 3—11 находятся в восточной части. Бобровский Т. А. и Чуева Е. Е. предложили сквозную нумерацию всех пещерных сооружений Инкермана, в которой № с 9 по 16 относятся к Загайтанской скале и не совпадают по номерам и названиям с принятыми у Могаричёва.

## Комплекс в Юго-западной части
Первое общее описание комплекса оставил Пётр Паллас в труде 1794 года. Он же сообщил о случившемся в 1793 году крупном обвале западного мыса скалы
Громадный кусок скалы, величиной не менее послужившего подножием в монументе Петра Великого в Санкт-Петербурге, оборвался зимой 1793 на 1794 год с проделанными в нём испорченными кельями
Пещерный комплекс впервые обследован А. Л. Бертье-Делагардом в 1880-х годах, насчитавшим 25 помещений, из которых 2 пещеры определил, как церкви. В 1937 году историк и археолог, участник Инкерманской археологической экспедиции ГАИМК Владимир Петрович Бабенчиков составил схему фасадов пещер впоследствии срезанной карьером части скалы.
Сейчас принято деление комплекса на три части. Самая западная, состоящий из примерно 25 пещерных сооружений на расстоянии 50—100 м от Монастырской скалы, считающаяся монастырем, с остатками Вознесенской пещерной церкви и ещё одного пещерного храма. Восточнее, в отвесной скале, расположена другая группа сильно деформированных эрозией пещер, предназначение которых трудно поддаётся интерпретации. Большая часть помещений здесь недоступна без специального снаряжения. К востоку от второго расположена, как считают, самая большая по количеству помещений группа. Пещеры здесь, кроме самых нижних, также труднодоступны, но сохранились лучше других. В подножии склона одну из пещер некоторые историки определяют, как остатки церкви, но у ряда исследователей такая атрибуция помещения вызывает сомнения.

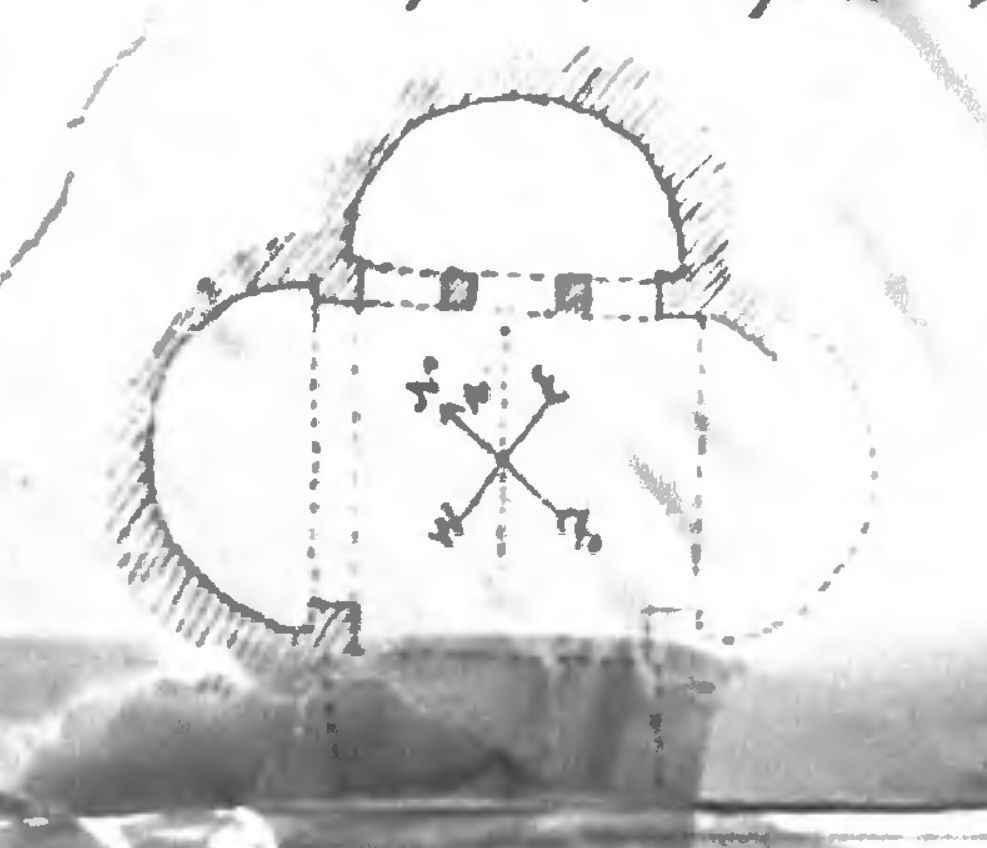
План храма Вознесения по А. Л. Бертье-Делагарду

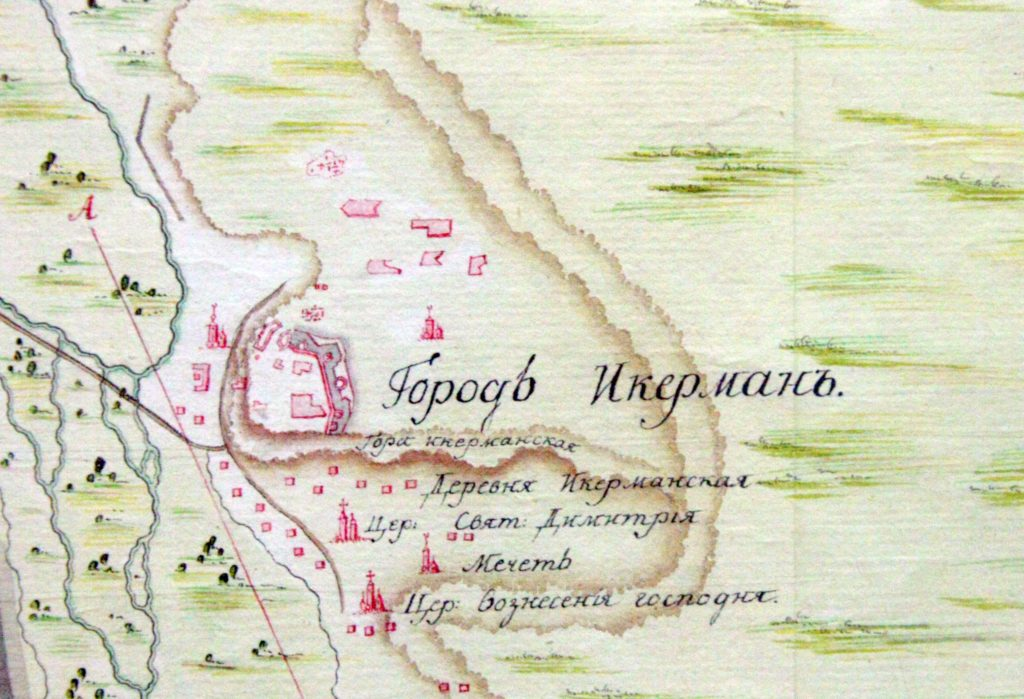
Фрагмент карты Батурина с церковью Вознесения Господня

### Церковь Вознесения
Церковь «Вознесения», или церковь № 1 по нумерации — утраченная пещерная церковь, располагавшаяся на западном мысе скалы. Название «церковь Вознесения Господня» известно с «карты Ивана Батурина» — первого плана Ахтиарской гавани 1773 года, она же упомянута митрополитом Игнатием в «Ведомости по крымским церковным приходам греков и армян». Пещера сильно пострадала от обвала 1794 года. Обвал также случился в 1884 году — рухнула большая часть пещеры и храм стал практически недоступен. А. Бертье-Делагард, описывавший памятник вскоре после обрушения, упоминал плоский потолок с арками и колоннами, висевший без всякой опоры. Углы среднего квадратного помещения опирались на четыре арки, две из которых вели в три полукруглые абсиды. Северную и южную Бертье-Делагард считал приделами, а восточную, отделённую тремя арками — алтарём, где «…средняя (арка) была, конечно, царской дверью, а боковые, вероятно, были сплошные, на некоторую высоту от пола…». Впоследствии, в результате разработки карьера по добыче камня была разрушена окончательно. А. Л. Якобсон считал храм «Вознесения» мемориальной церковью, близкой к «херсонским раннесредневековым» постройкам". Бобровский и Чуева в своей классификации присвоили памятнику № 9 и предположили, что весь комплекс из примерно 30 расположенных в 5 ярусов пещер вокруг него мог быть общежительным (то есть, классическим) монастырём. Площадь средней части храма (наоса) исследователи оценивают в 25 м², что, из расчёта 1 м² на человека соответствует количеству расположенных вокруг келий — числу приходящих на службу монахов. А. Ю. Виноградов, относя памятник к храмам-триконхам, считает имеющиеся описания помещения неудовлетворительными, чтобы сделать конкретные выводы о времени существования и характере храма. По описаниям архитектурных форм относит его строительство к позднейшему периоду — XIV—XV век.
Церковь № 2 — условное название предполагаемых остатков храма (сохранились восточная и северная стены и часть потолка у алтарной ниши) расположенных в одном из уступов скалы восточнее церкви «Вознесения». Помещение было прямоугольное (считается, что это был наос, с потолком в виде коробового свода). Вывод о наличии церкви в пещере сделан по сохранившимся остаткам алтаря в восточной стене, вырубленной гробнице в нише северной стены и там же ниши, для размещения икон.

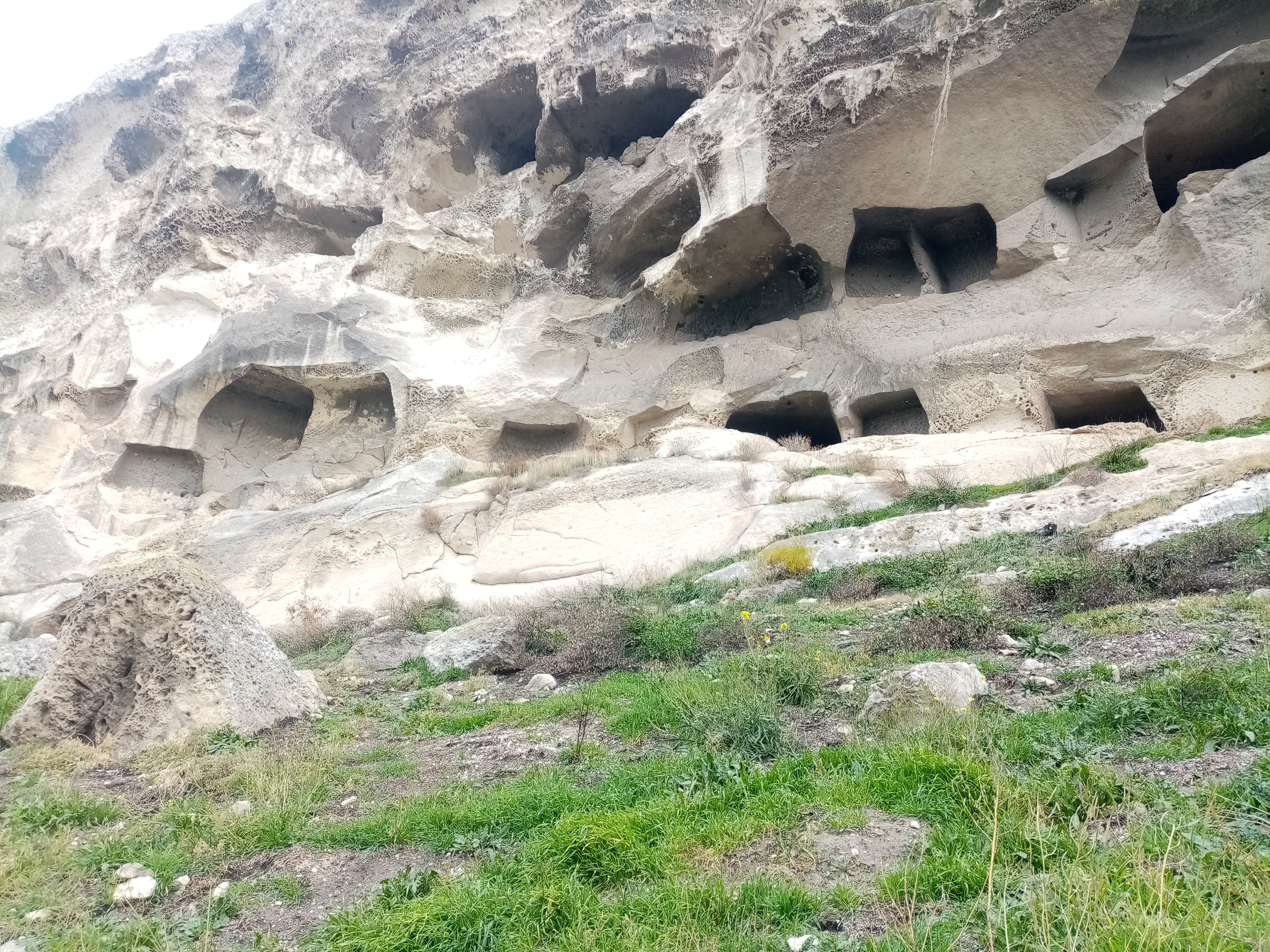
Пещеры 3-го комплекса.
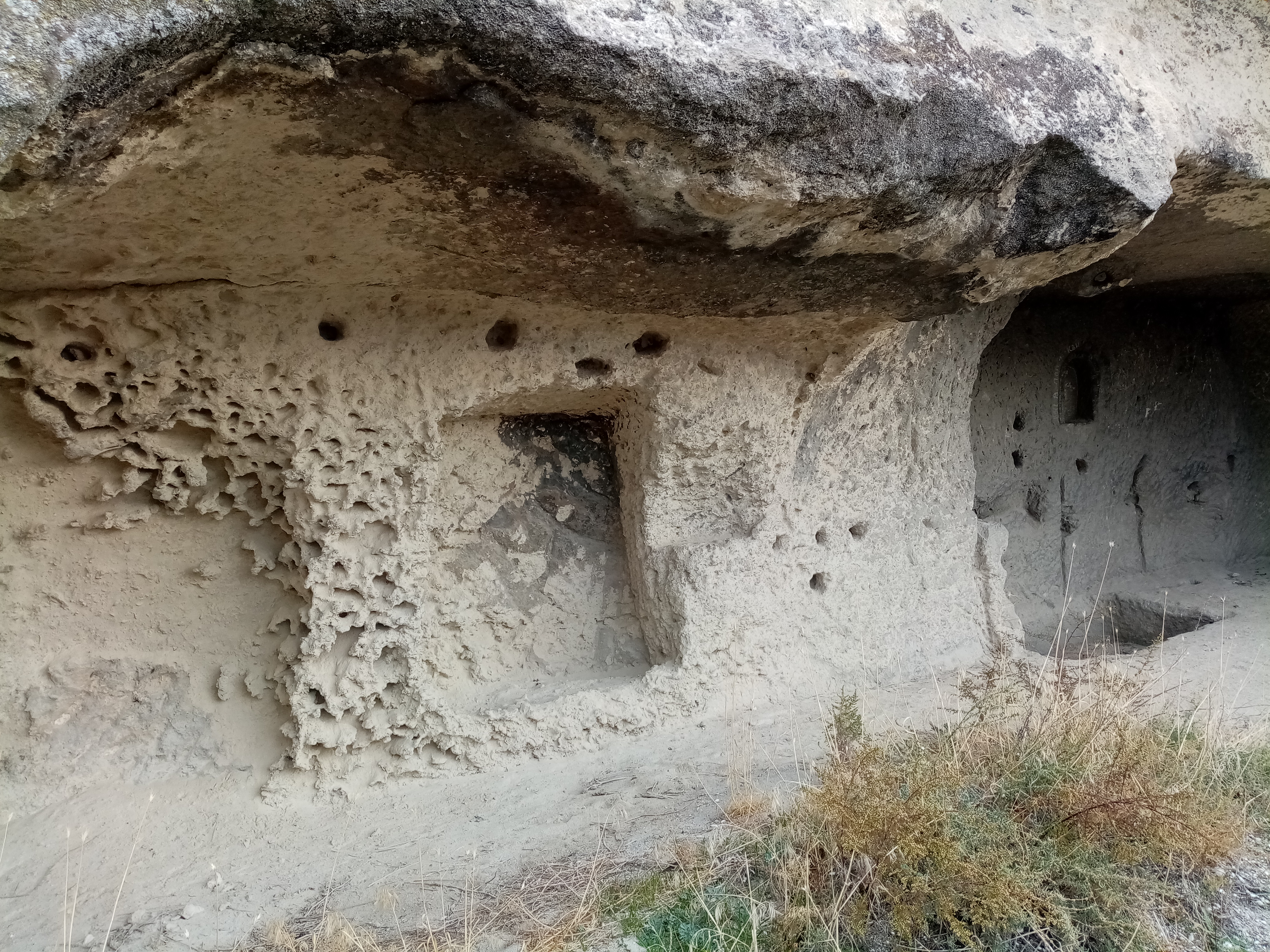
Церковь № 9 (по Могаричёву).
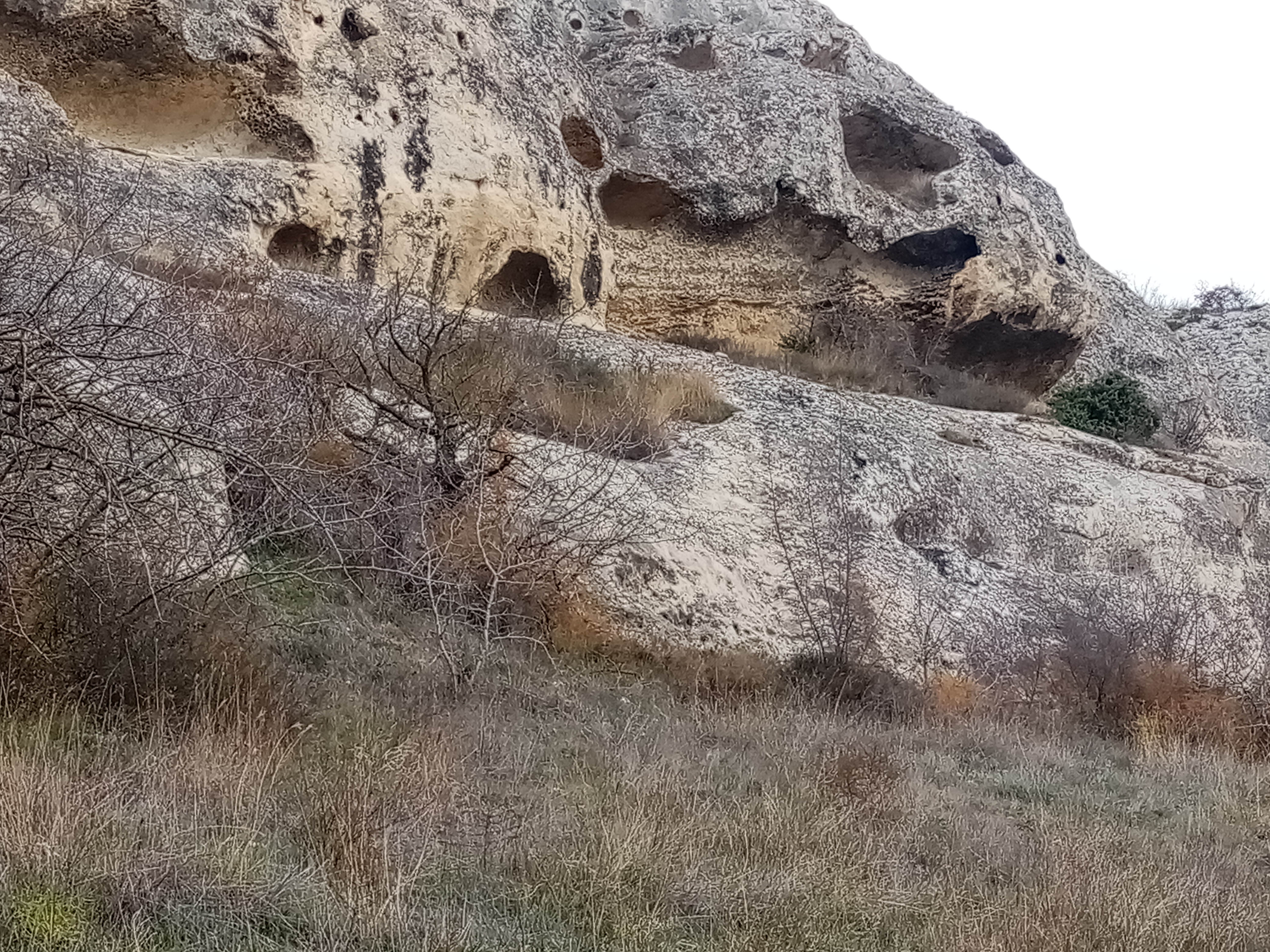
Восточный комплекс.
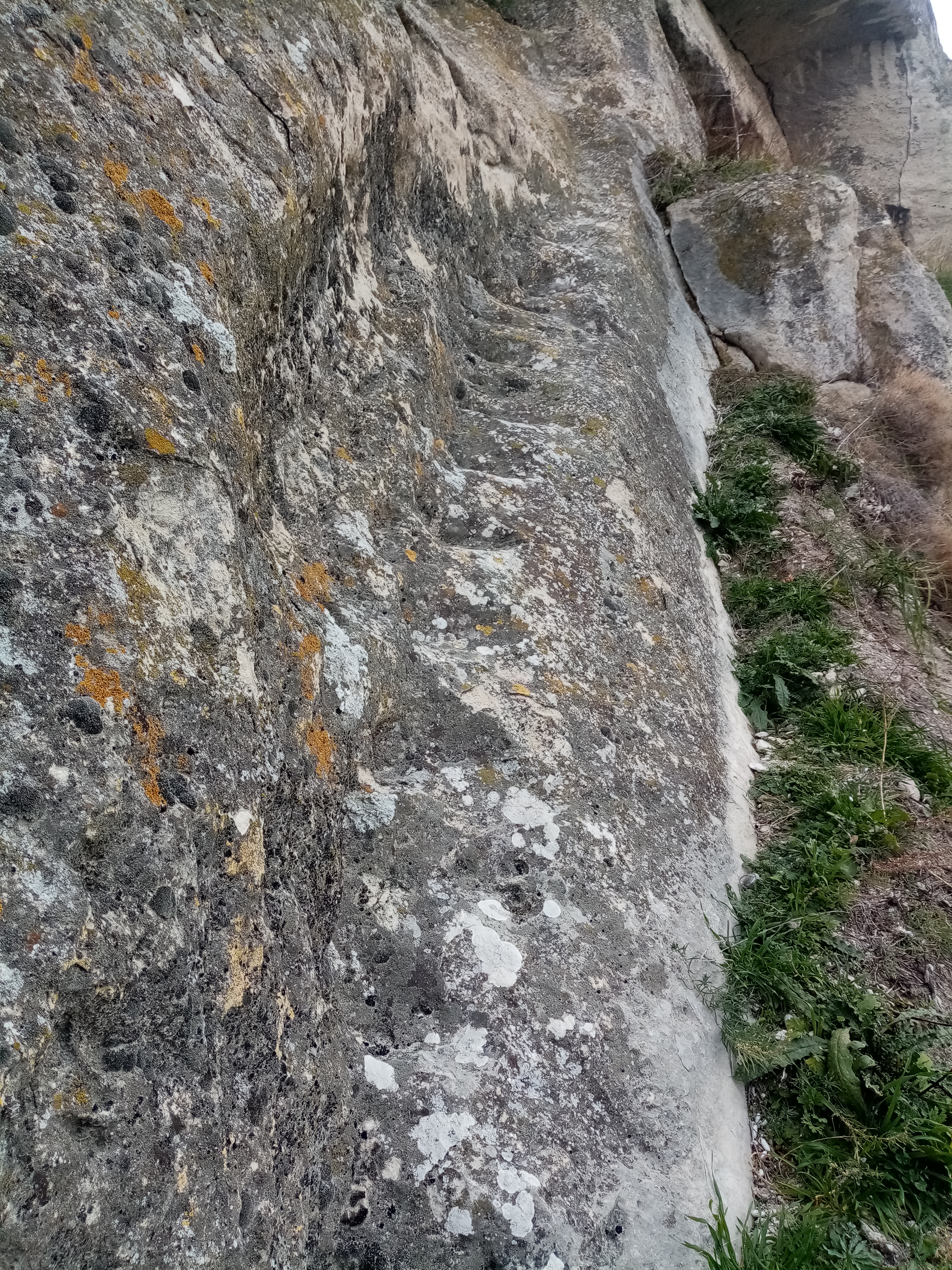
Остатки средневековой лестницы.

## Комплекс в Юго-восточной части
Предпоследняя (если смотреть с запада на восток) группа пещер, или четвёртый комплекс, определяют, как необщежительный монастырь монахов-келиотов, достаточно крупный для своего времени. На этом участке насчитывают до 96, в основном сильно разрушенных, пещерных помещений. По мнению Могаричева, 8 из них ранее могли быть храмами. Оспаривающие количество церквей на скале А. Виноградов и Н. Гайдуков исходят из того, что указанные помещения не имеют полного набора необходимых литургических элементов (сильно разрушенные помещения они не учитывает). Возможно, определяемые как «церкви» помещения, могли использоваться не для совершения литургии, а как молельни-часовни в молитвенной практике монахов-отшельников.
«Апсида Бертье-Делагарда», также церковь № 3 по нумерации Могаричева, первый с запада пещерный храм, впервые описанный А. Л. Бертье-Делагардом 
Мне удалось найти только одну алтарную апсиду, полукруглую диаметром до 4 аршин. Небольшой выступ в глубине её был престолом: на апсиде её уцелела штукатурка и следы росписи красками. Штукатурка уже носит совершенно временный характер: сделана не тонким слоем одной извести на гладкой скале, как в других церквях, а слоем около полу-дюйма толщиною, известью с песком и сама скала наклевана, для того, чтобы к ней приставала штукатурка
До нашего время дошла полуовальная апсида и предполагаемые остатки престола — прямоугольный скальный выступ размерами 0,7×0,34 м. Описанные Бертье-Делагардом следы фресок не сохранились.
Церковь № 4 расположена на 4-м, самом верхнем ярусе пещер, в 20 м восточнее церкви № 3. Помещение сильно разрушено эрозией, часть потолка по центру обвалилось глыбой размером 2×4×3 м. Считается, что сохранились апсида овальной формы и примыкающая часть наоса, остатки алтарной преграды. Вырубленная в полу в центре пещеры яма — вероятно, гробница. Могаричёв предполагает, что первоначальный существовавший здесь храм был довольно большим.
Церковь № 5 расположена на 3 ярусе пещер ниже церкви № 4. Входит в один комплекс из церкви и ещё трёх смежных помещений. Прямоугольное в плане сохранившееся помещение имеет размеры 4×1,9 м и коробовый потолок. Сохранилась подковообразная апсида шириной 1,68 м, справа от которой вырубленная в стене ниша. На простенке между 1-м и 2-м помещениями в круге вырублен крест с расширяющимися концами размером 25 на 27 см. У северной стены наоса сохранились остатки каменной скамьи высотой до 0,5 м, южная стена отсутствует. На южной стене у дверного проёма известно граффито — обрывок надписи неизвестного характера на византийском греческом, в которой читается только слово «Бог». Андрей Виноградов датирует надпись XIII—XV веком.
Церковь № 6 находится в третьем ярусе пещер, в 25 м южнее храма № 4. От сооружения с коробовым потолком остались северная и восточная стены и часть пола размерами 3,9×4×2,3 м. Также алтарь в виде ниши, гробница в северной стене устроена, вырезанный крест с расширяющимися концами на наружной стене. В 30 метрах южнее храма № 6, также на третьем ярусе, находится следующая церковь № 7. От неё сохранились наос, также прямоугольный в плане алтарь размерами 2,2×4×1,9 м с остатками высотой до 0,4 м высеченной в скале алтарной преграды и большая часть наоса (размеры 3,8×2,2×2 м). В восточной стене вырублены две ниши (0,66×0,42×0,33 м и 0,5×0,38×0,3 м — предполагается, что жертвенник) и крест в круге диаметром 0,32 м. По периметру ниш просматриваются три изображения крестов-граффити, стилизованного всадника и человека с поднятыми руками. В южной стене две ниши, в одной из которых устроена детская гробница. Вход в церковь был в западной стене.
Церковь № 8 в подножии скалы, размером 4,9 на 4 м, завалена натёчным грунтом, к тому же полностью разрушен потолок. Частично сохранились северная и западная стены и часть ориентированной на юго-восток полуовальной апсиды (шириной около 3 м и 1 м глубиной). Имеется ниша в северной стене (0,96 м на 0,18 м на 0,3 м), 5 пазов в стенах для крепления алтарной преграды и скамья 20 см шириной в западной стене.
Церковь № 9 расположена в восточной группе пещер. Прямоугольное помещение длиной 9,38 м, шириной до 3,5 м, южная стена отсутствует. Полуовальная апсида размерами 2,7×0,9×2,1 м, частично разрушенная в южной стороне, алтарная преграда, вероятно, была деревянной с царскими вратами шириной 0,7 м. У северной стены в полу гробница, перекрывавшаяся деревянным настилом (сохранились 4 паза под брусья. В северной стене вырублена ниша 0,3×0,5×0,22 м. Коробовый потолок, в котором вырублены два кольца для крепления светильников. К западу от наоса расположено ещё одно помещение, очевидно притвор с двумя гробницами в нишах северной стены.
Церковь № 10 находится у подножия выступающего «мыса», отделяющего центральную часть комплекса от восточной, «хозяйственной». К помещению, с севера, мимо двух склепов, вела лестница из 7 ступеней, в 1,5 м севернее храма расположена ещё одна гробница овальной формы глубиной более 2 м, с высеченным крестом на восточной стене. Церковь являет собой образец «полупещерного» храма, поскольку в скале вырублена лишь нижняя часть апсиды, а верхняя, судя по наличию «постелей» шириной 0,32 м под каменную кладку над скальной частью апсиды, очевидно, была выстроена из камня. Подковообразная апсида имеет размеры 1,3 на 1,7 м, сохранившаяся часть — 1,2 м в высоту. В глубине апсиды 14-ти сантиметровое скальное возвышение с вырубленным гнездом (0,4 м на 0,5 м) для престольного камня. Основное помещение прямоугольное, размерами 3,64×2,5 м, углублен в скалу до 0,1 м. Алтарь отделялся каменной преградой, которая (сохранились пазы для привязки к стене).
Церковь № 11 территориально примыкает к хозяйственному комплексу в восточной части скалы, но Могаричев включает её в юго-восточный монастырь. Расположена в основании Загайтанской скалы.
От прямоугольной, с закруглением в алтарной части и северо-западной стене церкви, размерами 6,4×3×2 м, сохранились три стены. Южная, судя по подрубкам в скале, сложенная из камня, полностью разрушена (не исключается что первоначально она могла быть скальной). Ориентированная на юго-восток полуовальная апсида имеет размеры 1,7×2,4×2 м. В центре в полу круглая вырубка для установки престола. В потолке северной стены видны углубления для крепления алтарной преграды, также в потолке сделаны проушины для светильников.
С севера к церкви примыкает небольшое прямоугольное помещение с вырубленным в северной стене храма входом с деревянной дверью. Предполагается, что это была ризница. По поздним изменениям в помещении предполагается, что впоследствии пещера использовалась в хозяйственных целях.

### Церковь Святого Николая
В 2004 году киевские археологи Т. А. Бобровский и Е. Е. Чуева в центральном пещерном комплексе скалы впервые исследовали («открыли») пещерную церковь с фресками византийского времени, датировав сооружение началом XIII века. Столь позднее исследование храма обусловлено труднодоступностью памятника: пещера находится в большом природном гроте на верхнем ярусе комплекса, на высоте около 20—25 м от подножия и в 10—15 м ниже верхней кромки обрыва и недоступна без альпинистского снаряжения. Ранее в храм от подножия скалы вели ступени, ныне разрушенные обвалами. Уникальность храма — в достаточно хорошо сохранившихся средневековых фресках на стенах и потолке: подобных находок в юго-восточной Европе не было более 100 лет. Первооткрыватели памятника высказывают предположение, что храм мог быть кладбищенским.

Обнаруженная позднее в храме под слоем штукатурки надпись в переводе гласила:
Освящён божественный и всечестной храм иже во святых отца нашего архиерарха и чудотворца Николая, архиепископа Мир Ликийских, в келлии Ильи монаха, Иоанном Склиром, святейшей митрополии Херсона, 6 июня 6811 года
позволяет точно датировать время возникновения церкви 1303 годом и её посвящение св. Николаю. Надпись также сообщает, что монастырь находился в то время под юрисдикцией митрополита Херсона. Посвящение храма святому Николаю Мирликийскому до этого в Крыму не встречалось. Храм и пещерный комплекс вокруг него назывался келией некоего монаха Ильи.

## Восточный комплекс
Выделяемый историками «восточный комплекс», или пятый комплекс — самая восточная часть Загайтанской скалы, собственно искусственных пещер практически не содержит. Считается, что здесь, в естественных гротах и скальных террасах располагались «подсобные хозяйства» монастыря, в частности, винодельческие. На это указывают следы подрубок и многочисленных столбовых ям на террасах, несколько вырубленных в скале тарапанов (виноградных давилен) и водосборников с процарапанными над ними крестами